# Idles

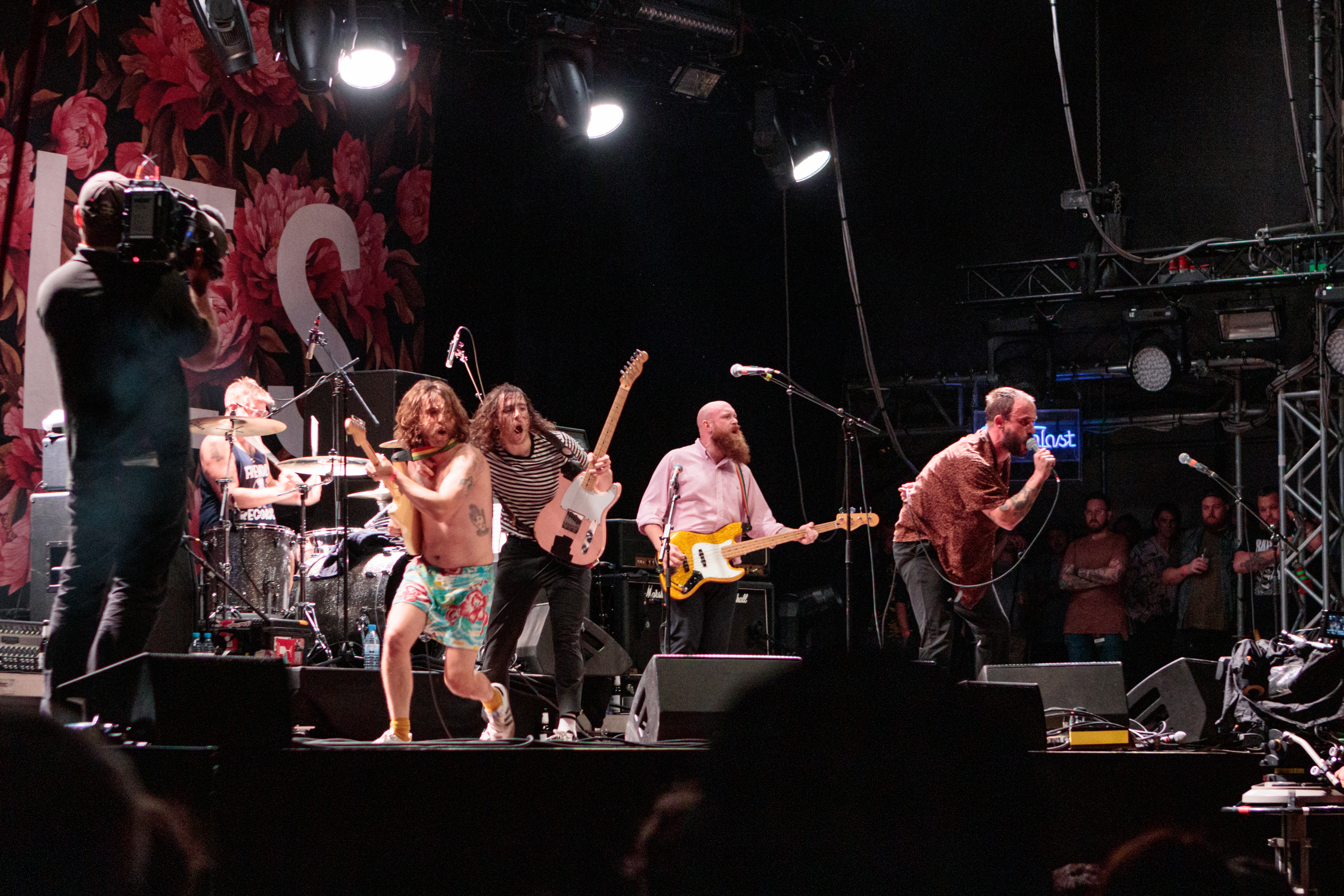
IDLES podczas występu w 2019 roku.

Idles (stylizowane na IDLES) – brytyjsko-irlandzki zespół rockowy założony w 2009 r. w Bristolu. Pierwszą EP-kę Welcome grupa wydała w 2011 roku, a w 2017 roku premierę miał debiutancki album Brutalism.

## Historia zespołu

### Początki
Wokalista grupy Joe Talbot i basista Adam Devonshire poznali się podczas uczęszczania do szóstej klasy college’u w Exeter. Obaj na czas studiów przenieśli się do Bristolu, znajdującego się w południowo-zachodniej Anglii. Tam postanowili założyć zespół. Talbot gdy był DJ-em poznał przyszłego gitarzystę Marka Bowena, który przeniósł się z Belfastu do Bristolu na czas studiów.

### WelcomeiMeat(2009-2015)
Pierwszą wydaną EP-ką zespołu było Welcome z 2012 roku, składającą się z czterech utworów, które Talbot określił w wywiadzie kilka lat później jako „najlepsze cztery piosenki z...wielu”. Utwory te zostały nagrane w początkowym składzie zespołu. W 2014 roku formacja składała się z Talbota, Devonshire’a, gitarzystów Marka Bowena, Lee Kiernana i perkusisty Jona Beavisa. Rok później wydali drugą EP-kę pt. Meat i rozpoczęli pracę nad pełnym albumem.

### Brutalism(2016-2017)
Grupa wydała swój pierwszy album pt. Brutalism w marcu 2017 roku. Okłada krążka przedstawia zdjęcie matki wokalisty, która zmarła podczas prac nad albumem oraz rzeźbę wykonaną przez Talbota i jego ojca. Brutalism uzyskał pozytywne oceny krytyków. W 2017 supportowali występy takich zespołów jak Foo Fighters czy The Maccabees.

### Joy as an Act of Resistance(2018–2019)
Po występach na kilku festiwalach w całej Europie, zespół IDLES rozpoczął pracę nad drugim albumem Joy as an Act of Resistance, który zaprezentowano 31 sierpnia 2018 roku. Przez rok od wydania w Wielkiej Brytanii sprzedano 60,000 egzemplarzy albumu w Wielkiej Brytanii. Album uzyskał bardzo pozytywne recenzje.

### Ultra Mono(2020)
W maju 2020 roku ukazał się singiel Mr. Motivator, promujący zapowiadaną nową płytę. Następnie, 16 czerwca przedstawiono utwór Grounds, 14 lipca A Hymn i 11 sierpnia – Model Village. 25 września 2020 roku wytwórnia Partisan Records wydała płytę Ultra Mono, zawierającą wcześniej ukazywane piosenki. Utwory na krążku poruszają tematy takie jak krytyka kapitalizmu, zdrowie psychiczne, rewolucja społeczna czy toksyczna męskość. Płyta spotkała się generalnie z pozytywnym odbiorem recenzentów.

### Crawler(2021-2023)
Pierwszy singiel pt. The Beachland Ballroom zwiastujący nowy album grupy IDLES zaprezentowano 28 września 2021 roku. 12 listopada 2021 r. ukazał się czwarty album pt. CRAWLER.

### Tangk(2023-)
18 października 2023 grupa opublikowała singiel Dancer powstały we współpracy z członkami zespołu LCD Soundsystem. Wraz z premierą utworu zapowiedziana została premiera piątego albumu IDLES pt. Tangk, który ukazał się 16 lutego 2024 r. Nad krążkiem pracowali produenci Nigel Godrich i Kenny Beats, a także gitarzysta zespołu Mark Bowen. Liryka utworów na płycie koncentruje się w dużym stopniu na miłości i jej różnych aspektach. Wokalista Joe Talbot opisał album jako "pełen piękna i mocy". 

## Dyskografia

### Albumy
- Brutalism (2017, Balley, Partisian Records)
- Joy as an Act of Resistance (2018, Partisian Records)
- Ultra Mono (2020, Partisian Records)
- Crawler (2021, Partisian Records)
- Tangk (2024, Partisian Records)

### Minialbumy
- Welcome (2012, Fear of Fiction)
- Meat (2015, Balley Records)

## Styl muzyczny i inspiracje
IDLES jest kojarzony z punk rockiem oraz pokrewnymi mu gatunkami, takimi jak np. post-punk, post-hardcore czy modern rockiem. Z określeniem IDLES jako zespołu punkrockowego nie zgadza się wokalista Joe Talbot, uzasadniając, że zespół inspiruje się różnymi gatunkami muzycznymi (m.in. bluesem czy reggae).
Talbot, wymienia m.in. The Strokes, The Streets, The Walkmen, Joy Division czy The Horrors jako zespoły, które miały wpływ na jego twórczość.

## Skład grupy
Obecny:
- Joe Talbot – wokalista (od 2009 r.)
- Adam Devonshire – gitara basowa, wokal wspierający (od 2009 r.)
- Mark Bowen – główna gitara, wokal wspierający (od 2009 r.), klawisze (od 2021 r.)
- Jon Beavis – perkusja, wokal wspierający (od 2011 r.)
- Lee Kiernan – gitara rytmiczna, wokal wspierający (od 2015 r.)

Byli członkowie:
- Andy Stewart – gitara rytmiczna, wokal wspierający (od 2009 r. do 2015 r.)
- Jon Harper – perkusja (od 2009 r. do 2011 r.)

## Występy w Polsce
IDLES dał występ na OFF Festival w 2017 roku. W 2019 odbył się ich koncert na festiwalu Open’er. W 2024 roku byli headlinerami drugiej edycji festiwalu Inside Seaside.